# Devhara
Devhara é uma vila no distrito de Shahdol, no estado indiano de Madhya Pradesh.

## Demografia
Segundo o censo de 2001, Devhara tinha uma população de 10 827 habitantes. Os indivíduos do sexo masculino constituem 54% da população e os do sexo feminino 46%. Devhara tem uma taxa de literacia de 68%, superior à média nacional de 59,5%: a literacia no sexo masculino é de 76% e no sexo feminino é de 59%. Em Devhara, 13% da população está abaixo dos 6 anos de idade.